# Автотроф
Автотроф е организъм със самостойно хранене, тоест произвеждащ самостоятелно органичната си маса от неорганична. Всички растения и някои бактерии (цианобактериите, Chlorobiaceae, Chromatiales, Rhodospirillaceae, Chloroflexi и др.) са фототрофи – добиват необходимата за органичния синтез енергия от светлината (фотосинтеза). Хемотрофни са някои бактерии (Nitrobacter и Nitrosomonas), които черпят тази енергия от неорганични съединения (хемосинтеза), например чрез окисляване на сероводород. Последните изследвания сочат, че някои гъби могат да използват енергията на радиоактивното лъчение. Такива гъби са намерени да растат във вътрешността на избухналия реактор на Чернобилската АЕЦ.
От гледна точка на екологията, автотрофите са първични продуценти. Те са източник на енергия за всички останали живи същества, затова би трябвало те да са първите организми, обитавали Земята.

## Екология
Автотрофите са от съществено значение за хранителната верига във всички екосистеми по света. Те приемат енергия от околната среда под формата на слънчева светлина или неорганични химикали и я използват, за да създават молекули богати на енергия, като например въглехидрати. Този механизъм се нарича първична продукция. Хетеротрофите приемат автотрофите като храна, като по този начин могат да изпълняват жизнените си функции. Хетеротрофи са всички животни, почти всички гъби и повечето бактерии и протозои. Те зависят от автотрофите, от които си набавят необходимата енергия чрез разграждане на органичните молекули (въглехидрати, мазнини, протеини). Месоядните животни зависят косвено от автотрофите, тъй като хранителните вещества, които си набавят от хетеротрофната плячка, идват от приетите от тях автотрофи.
Повечето екосистеми се поддържат от първичната продукция на автотрофните растения, които улавят фотоните на Слънцето. Растенията могат да използват само малка част от тази енергия чрез фотосинтеза. Процесът на фотосинтеза разделя водна молекула (H2O), при което се отделя кислород (O2) в атмосферата и се редуцира въглероден диоксид (CO2), за да се отделят водородни атоми, които да захранят метаболитния процес на първичната продукция. Растенията преобразуват и съхраняват енергията на фотоните в химичните връзки на монозахариди в хода на фотосинтезата. Тези растителни захари се полимеризират за съхранение под формата на въглехидрати с дълга верига, като например други захари, нишесте и целулоза. Глюкозата се използва за образуване на мазнини и протеини. Когато автотрофите биват изяждани от хетеротрофи, въглехидратите, мазнините и протеините в тях стават източници на енергия за хетеротрофите. Протеини могат да се образуват чрез използването на нитрати, сулфати и фосфати в почвата.